# میریام موشکنز
میریام موشکنز (Mirjam Müskens؛ متولد ۲۴ مه ۱۹۶۷) یک تکواندوکار هلندی است.
او در بازی‌های المپیک تابستانی ۲۰۰۰ در سیدنی شرکت کرد. در مسابقات قهرمانی تکواندو جهان در سال ۱۹۹۹ با شکست مقابل النا بنیتز در بازی نهایی، در کلاس سبک‌وزن مدال نقره را بدست آورد.